# Dezső Kosztolányi
Dezső (Desiderius) Kosztolányi, de Nemeskosztolány, (n. 29 martie 1885, Szabadka, azi Subotica - d. 3 noiembrie 1936, Budapesta) a fost un scriitor maghiar.
Este considerat unul dintre înnoitorii limbajului liric maghiar.
A scris o lirică parnasianistă, simbolistă și crepusculară, adâncind conceptele poeziei decadentiste, moarte și frumusețe.
A scris romane de factură impresionistă, inspirate din atmosfera idilică a orașului de provincie sau din cea a marii burghezii citadine.

## Scrieri
- 1907: Între patru pereți ("Négy fal között")
- 1910: Lamentările unui băiețaș sărman ("A szegény kisgyermek panaszai")
- 1911: Concert autumnal ("Oszi koncert")
- 1912: Magie ("Mágia")
- 1914: Poeți moderni ("Modern költök"), traduceri din lirica europeană și americană
- 1920: Pâine și vin ("Kenyér és bor")
- 1921: Medicul prost ("A rossz orvos")
- 1921: Nero, poetul sângeros („Nero, a véres költő”), roman
- 1924: Lamentările unui om trist ("A bús férfi panaszai")
- 1924: Ciocârlia („Pacsirta”)
- 1926: Édes Anna, capodoperă a romanului psihanalitic maghiar.